# Novoselivka, Hadeaci
Novoselivka (în ucraineană Новоселівка) este un sat în comuna Kaceanove din raionul Hadeaci, regiunea Poltava, Ucraina.

## Demografie
Componența lingvistică a localității Novoselivka
     Ucraineană (94,74%)
     Rusă (4,86%)
     Alte limbi (0,4%)
Conform recensământului din 2001, majoritatea populației localității Novoselivka era vorbitoare de ucraineană (94,74%), existând în minoritate și vorbitori de rusă (4,86%).